# Bełokopitowo
Bełokopitowo (bułg. Белокопитово) – wieś w północno-wschodniej Bułgarii, w obwodzie Szumen, w gminie Szumen. 28 sierpnia odbywają się dni Bełokopitowa.